# Сіверськодонецьк (аеропорт)
Аеропорт «Сіверськодонецьк» — аеропорт в Україні, розташований за 4 км на південний схід від міста Сіверськодонецька.
Аеропорт має одну злітно-посадкову смугу 1420 м завдовжки і 42 м завширшки, один перон, один аеровокзал.

## Історія

### Старий аеродром
Сьогодні аеропорт знаходиться біля озера Клешня. До будівництва сучасного аеропорту у 1968, місто обслуговував аеродром, який був розташований у районі колишньої тролейбусної зупинки «Аміак», який з'явився ще наприкінці 1940-х років. Його поява тісно пов'язана з будівництвом хімічного комбінату. Оскільки завод, а разом з ним і місто, не мали залізничного сполучення, то вирішено було налагодити повітряне та побудувати аеровокзал. На місці колишнього аеродрому розташовані дачні ділянки. Аеродром не мав твердого покриття, смуги були земляними. До середини 1950-х аеродромом користувалися лише фахівці «Азоту» для службових відряджень. Після з'явилися перші пасажирські рейси. У 1967 аеродромом скористувалися понад 68 тис. пасажирів, було оброблено близько 500 т вантажів.

### Сучасний аеропорт

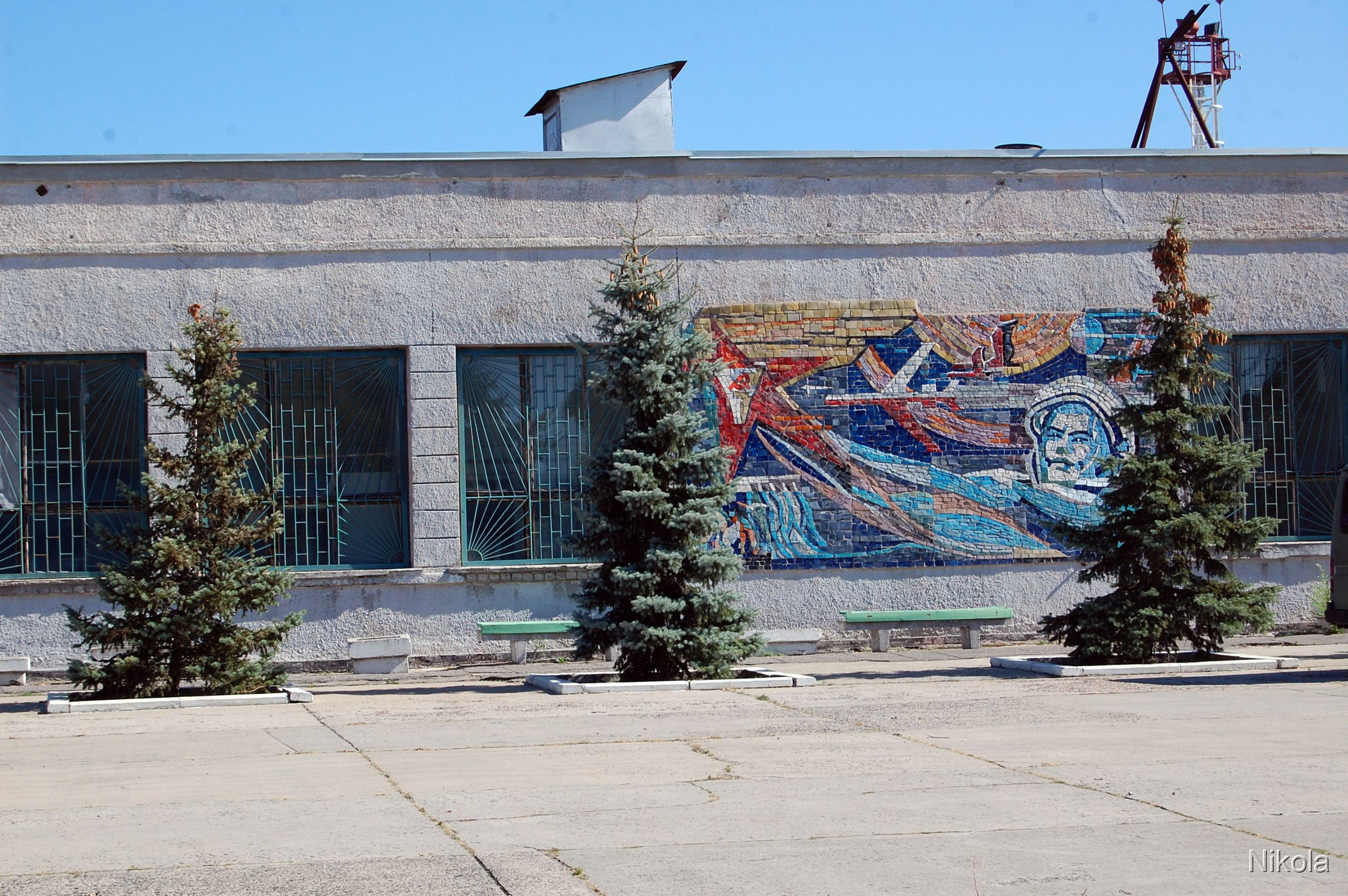
Мозаїка на будівлі летовища

16 квітня 1968 в місті було відкрито новий аеропорт. Він розташовується за 4 км на південний схід від Сіверськодонецька, між селищами Сиротине і Борівське. З введенням в експлуатацію нового аеропорту інтенсивність авіаперевезень різко зросла. Аеропорт почав приймати великі літаки Ан-24 і Як-40, які зв'язували Сіверськодонецьк з багатьма містами СРСР.
У 1975 році було здійснено 5100 вильотів, перевезено 114,5 тис. пасажирів, оброблено близько 2,5 тис. т вантажів. За обсягами пасажиро- і вантажоперевезень Сіверськодонецький аеропорт поступався лише обласному центру Луганську. У 1993 році аеропорт був закритий.
У 2008 році Кабінет Міністрів України затвердив концепцію розвитку аеропортів до 2020 року, відповідно з якою аеропорт повинен бути поверненим у державну власність. Наразі його власником є державна компанія НАК «Нафтогаз України».
Аеропорту наданий 3-й клас (з 2009 року). Пропускна спроможність аеровокзалу становить 150 осіб/год.
У майбутньому можливе будівництво тролейбусної лінії від міста до аеропорту. Задля прийому сучасних літаків на кшталт «Боїнг» довжини існуючої смуги не достатньо, тому аеропорт потребує будівництва нової смуги завдовжки близько 2800 м.